# Francis James Child

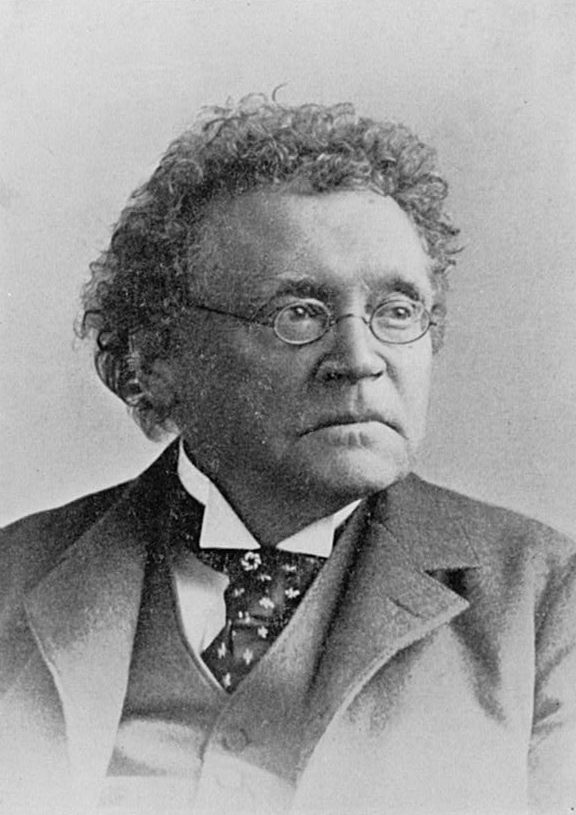
Francis James Child

Francis James Child (Boston, 1 de febrero de 1825 – Boston, 11 de septiembre de 1896) fue un erudito, educador y folclorista estadounidense, conocido sobre todo por su colección de canciones populares inglesas y escocesas, ahora conocidas como las Child Ballads. Child fue profesor de retórica y oratoria en la Universidad de Harvard, donde realizó influyentes ediciones de poesía inglesa. En 1876 fue nombrado primer catedrático de inglés de Harvard, cargo que le permitió centrarse en la investigación académica. Fue durante este tiempo cuando comenzó a trabajar en las Child Ballads.
Las Child Ballads fueron publicadas en cinco volúmenes entre 1882 y 1898. Aunque Child era ante todo un erudito literario poco interesado en la música de las baladas, su obra se convirtió en una importante contribución al estudio de la música folclórica en lengua inglesa.

## Biografía
Francis James Child nació en Boston, Massachusetts. Su amigo de toda la vida, el erudito y reformador social Charles Eliot Norton, describió al padre de Child, un fabricante de velas, como «uno de esa clase de mecánicos inteligentes e independientes [es decir, artesanos cualificados], que ha contribuido en gran medida a desarrollar el carácter de nuestra comunidad democrática, como antaño lo hizo la misma clase en Atenas o en Florencia" La familia era pobre, pero gracias al sistema de escuelas públicas gratuitas de la ciudad de Boston, el muchacho fue educado en las escuelas de gramática de Boston y en The English High School. Allí su brillantez llamó la atención del director de la Boston Latin School, Epes Sargent Dixwell, quien se ocupó de que el prometedor joven recibiera una beca para asistir a la Universidad de Harvard.
En Harvard, «Frank» (apodado «Stubby» por su baja estatura) destacaba en todas las clases y también leía mucho fuera de sus estudios para su propio placer. Aunque tímido y desconfiado debido a sus orígenes obreros, pronto fue reconocido como «el mejor escritor, el mejor orador, el mejor matemático, la persona más consumada en el conocimiento de la literatura general», y se hizo extremadamente popular entre sus compañeros de clase. Se graduó en 1846, siendo el primero de su clase en todas las asignaturas y fue elegido orador de la clase por su promoción (de sesenta alumnos), que recibió su discurso de despedida con un «tumultuoso aplauso». Tras su graduación, Child fue nombrado tutor de matemáticas en Harvard y en 1848 fue trasladado a una tutoría de historia, economía política y literatura inglesa.
En 1848, Child publicó una edición con anotaciones críticas (la primera de este tipo que se hacía en América) de Four Old Plays de principios del Renacimiento inglés. Aunque en aquella época no había escuelas de posgrado en América, un préstamo de un benefactor, Jonathan I. Bowditch, a quien estaba dedicado el libro, permitió a Child tomarse una excedencia en sus tareas docentes para proseguir sus estudios en Alemania. Allí Child estudió arte dramático inglés y filología germánica en la Universidad de Gotinga, que le confirió un doctorado honoris causa, y en la Universidad Humboldt, Berlín, donde escuchó conferencias de los lingüistas Grimm y se sintió muy influido por ellas. En 1851, a la edad de 26 años, Child sucedió a Edward T. Channing como catedrático Boylston de Retórica y Oratoria de Harvard, cargo que ocupó hasta que Adams Sherman Hill fue nombrado catedrático en 1876. Harvard tenía en aquel momento una matrícula de 382 estudiantes universitarios y un profesorado de 14 personas, incluido el presidente de la universidad, que era entonces James Walker.

Como matemático, escribió el estudioso del folclore David E. Bynum, Child llegó a interesarse «por lo que él llamaba balada “popular”, “primitiva” o “tradicional”» (es decir, por la literatura oral, considerada entonces «primitiva» porque sus características estilísticas eran anteriores a la invención de la escritura) no por accidente «sino por la fuerza de la lógica»:
Child comprendió bien lo indispensables que son la buena escritura y la buena oratoria para la civilización o, como muchos preferirían decir ahora, para la sociedad. Para él, escribir y hablar no eran sólo los medios prácticos por los que los hombres comparten información útil, sino también los medios por los que formulan y comparten valores, incluyendo el orden superior de los valores que dan sentido a la vida y propósito a las actividades humanas de todo tipo. Preocupado como estaba por la retórica, la oratoria y los motivos de esas disciplinas mentales, Child se vio inevitablemente arrastrado a reflexionar sobre las diferencias esenciales entre el habla y la escritura, y a buscar los orígenes de la expresión reflexiva en inglés.
Durante los veinticinco años que Child fue catedrático de Retórica en Harvard, se encargó de la supervisión editorial general de la publicación de una colección de 130 volúmenes de las obras de los poetas británicos, muchas de las cuales no estaban antes a disposición del público lector, que comenzó a aparecer en 1853. Los volúmenes sobre las obras de Edmund Spenser (cinco volúmenes, Boston, 1855) y las Baladas inglesas y escocesas (en ocho pequeños volúmenes, Boston, 1857-1858), Child los editó él mismo. Child planeó también una edición crítica de las obras de Chaucer. Sin embargo, pronto se dio cuenta de que esto no podía hacerse, ya que sólo se disponía de un texto temprano (y defectuoso). Por ello, escribió un tratado, titulado insípidamente «Observaciones sobre el lenguaje de Chaucer», publicado en las Memorias de la Academia Americana de las Artes y las Ciencias (1863), destinado a hacer posible tal edición.
Las investigaciones lingüísticas de Child son en gran parte responsables de cómo la gramática, la pronunciación y la escansión chaucerianas se entienden ahora generalmente.
La mayor empresa de Child, sin embargo, surgió del volumen original English and Scottish Ballads de su serie British Poets. El material para este volumen procedía en su mayor parte de textos de libros publicados anteriormente. Al compilar esta obra se dio cuenta de que el manuscrito en folio de Reliques of Ancient English Poetry, del que se extrajeron la mayoría de estos textos, no estaba disponible para su inspección pública, y se propuso remediar esta situación. En la década de 1860 hizo una enérgica campaña para conseguir apoyo público que permitiera a la Early English Text Society, fundada por el filólogo Frederick James Furnivall, obtener una copia del Folio de Percy y publicarla, lo que hicieron en 1868. Child y Furnivall fundaron después The Ballad Society, con la intención de publicar otras importantes colecciones de baladas antiguas, como la de Samuel Pepys.
En 1876, el presidente de la Universidad de California Daniel Coit Gilman ofreció a Child una cátedra de investigación en la recién creada Universidad Johns Hopkins de Baltimore, que Gilman estaba organizando. La Johns Hopkins fue la primera universidad estadounidense concebida según el modelo de investigación alemán iniciado por Wilhelm von Humboldt y dividida en departamentos que representaban «las ramas del saber», con asignaturas optativas y una escuela de posgrado dedicada a estudios avanzados. Con el fin de retenerlo, el presidente de Harvard Charles William Eliot creó el título de «Profesor de Inglés» especialmente para Child, liberándolo de la supervisión de recitaciones orales y de la corrección de trabajos de composición para que pudiera tener más tiempo para la investigación. A partir de entonces, Child se dedicó al estudio comparativo de las vernáculas baladas británicas, utilizando métodos adoptados de la filología histórica comparada para llegar a las primeras versiones atestiguadas.
Child creía que las baladas populares procedían de una época más democrática del pasado, cuando la sociedad no estaba tan rígidamente segregada en clases y, por tanto, podía oírse la «verdadera voz» del pueblo. En su libro de 1978 Popular Culture in Early Modern Europe (Nueva York: Harper and Row, 1978), Peter Burke sostiene que antes de 1800 todas las clases sociales participaban en la cultura popular de esta manera. Aunque Child concentró sus recopilaciones en textos manuscritos con vistas a determinar su cronología, también prestó una atención seductora pero conservadora a las versiones populares que aún sobrevivían. Child llevó a cabo sus investigaciones sobre las baladas en otros idiomas además del inglés, manteniendo una extensa correspondencia internacional sobre el tema con colegas extranjeros, principalmente con el historiador literario y etnógrafo danés Svend Grundtvig, cuya monumental compilación de baladas danesas en doce volúmenes, Danmarks gamle Folkeviser, vols. 1-12 (Copenhague, 1853), fue el modelo para la edición canónica en cinco volúmenes de Child de unas 305 baladas inglesas y escocesas y sus numerosas variantes.
Como se sabía que las baladas habían sido un fenómeno paneuropeo, turco y norteafricano, Child y Grundtvig también consultaron a numerosos estudiosos de otras partes del mundo, como el médico, folclorista y etnógrafo siciliano Giuseppe Pitrè. El profesor Child fue presidente durante dos mandatos, en 1888 y 1889, de la Sociedad Americana de Folclore, que se fundó con la misión de recopilar y preservar el folclore afroamericano y nativo americano por igual que el de derivación europea.
Trabajado y sobrecargado hasta el final, murió en Boston tras completar su tarea, aparte de una introducción general y una bibliografía previstas. Su alumno y sucesor, George Lyman Kittredge, prologó la obra con una introducción biográfica.
Child añadió a la Biblioteca de la Universidad de Harvard una de las mayores colecciones de folclore que existen. Kittredge, que le sucedió como catedrático de literatura inglesa y lenguas modernas en Harvard, se consideraba el custodio del legado erudito de Child. Kittredge se convirtió en presidente de la American Folklore Society en 1904.
Todas las fuentes impresas anteriores conocidas por Child («The Child Ballads»), fueron subsumidas y ampliadas en número e investigación por Steve Roud, en el Roud Folk Song Index.
Está enterrado en el cementerio de Stockbridge, Massachusetts, en el «Pastel Sedgwick», ya que (al igual que su buen amigo Charles Eliot Norton), se había casado en el seno de la familia Sedgwick.

## Las baladas populares inglesas y escocesas
La monumental colección final de Child se publicó como The English and Scottish Popular Ballads entre 1882 y 1898, primero en diez partes (la décima, póstuma) y luego en cinco volúmenes quarto, y durante mucho tiempo fue el tesoro autorizado de su tema. A pesar de los términos «inglés» y «escocés» del título, se trataba de un trabajo de investigación internacional, con referencias que incluyen treinta fuentes en distintos idiomas.

Un artículo conmemorativo en la edición de 2006 del Harvard Magazine afirma:
El entusiasmo y la erudición de Child brillan en todo su intento sistemático de situar la tradición británica de baladas en contexto con otras, ya sean danesas, serbias o turcas. No intentó ocultar ni disculparse por la sexualidad, la violencia teatral y el paganismo mal disimulado de muchas baladas, pero es característico del hombre que en su introducción a "Hugh of Lincoln", una antigua obra sobre el supuesto asesinato de un niño cristiano a manos de un judío, escribiera: "Y estos supuestos asesinatos de niños, con sus horribles consecuencias, son sólo una parte de la persecución que, con toda moderación, puede rubricarse como el capítulo más vergonzoso de la historia de la raza humana".
Dado que Child no llegó a completar la introducción prevista a su obra, en la que debía explicar su metodología, a veces se ha alegado que su selección fue arbitraria y se basó puramente en el gusto personal. Sin embargo, la edición más reciente de las baladas, publicada en 2002, incluye ahora el ensayo redescubierto de Child, «Ballad Poetry», que había publicado anónimamente en 1874. Al reseñar la nueva edición, Ian Olson señala que el ensayo redescubierto:
ofrece una visión considerable del pensamiento de Child después de haber publicado su «primer intento» de Baladas inglesas y escocesas en 1857-59 y de estar en proceso de investigación y reconsideración de su última gran obra. Puede que no sea la «declaración final» de Child que todos desearíamos que hubiera vivido para hacer, pero se acerca en muchos aspectos, y complementa muy bien la Introducción original a las baladas populares inglesas y escocesas de 1880 realizada por el sucesor de Child, George Lyman Kittredge (conservada en este volumen).
Debido a la naturaleza poco delicada de su tema, algunas baladas tradicionales como El pez cangrejo se excluyeron deliberadamente de esta obra. 